# Sainte-Geneviève-des-Bois (Loiret)
Sainte-Geneviève-des-Bois é uma comuna francesa na região administrativa do Centro, no departamento Loiret. Estende-se por uma área de 41,39 km². Em 2010 a comuna tinha 1 130 habitantes (densidade: 27,3 hab./km²).